# Chapelle Saint-Martin-de-la-Salle de Besplas
La chapelle Saint-Martin-de-la-Salle est une chapelle située à Villasavary dans le département français de l'Aude en région Occitanie.

## Historique
L'édifice est inscrit au titre des monuments historiques en 1999.